# Петер Дистл
Петер Дистл (мађ. Disztl Péter; Баја, 30. март 1960) је бивши мађарски фудбалер, репрезентативац, који је играо на позицији голмана.

## Каријера

### Клуб
Рођен у Баји, Дистлов матични клуб је био Видеотон ФК, и био је један од кључних играча када је Видеотон стигао до финала Купа УЕФА 1984/85, где је Видеотон у финалу поражен од Реал Мадрида укупном резултатом ос 1 : 3, после пораза код куће резултатом 0 : 3, одбранио је пенал Хорхеа Валдана у првим минутима реванша на Сантјаго Бернабеуу, што је било кључно да обезбеди утешну победу.
После две сезоне у Немачкој, прве, у последњој години бивше лиге Демократске Републике Немачке у већ уједињеној земљи, а друге у другој Немачкој лиги и једне године у Малезији, Дистл се вратио у Мађарску, окончавши каријеру 1997. године након проведених кратких периода са шест различитих тимова.

### Репрезентација
Дисзтл је дебитовао за репрезентацију Мађарске 1984. године и одиграо је још 36 утакмица у наредних пет година. Био је учесник Светског првенства у фудбалу 1986. у Мексику, где мађарска репрезентација није успела да напредује даље од групне фазе.
Након пензионисања, Дистл је неколико година био задужен за тренирање голмана репрезентације.

## Достигнућа
Видеотон
- Прва лига Мађарске у фудбалу: 
  - шампион: 1987/88, 1988/89
- Куп УЕФА:
  - финалиста: 1984/85.,